# Meerscheidt-Hüllessem (Adelsgeschlecht)

Stammwappen derer von Meerscheidt

Meerscheidt-Hüllessem ist der Name eines uradeligen deutschen, noch heute existierendes Adelsgeschlechts, das eines Stammes mit den 1785 im Mannesstamm erloschenen Grafen von Hillesheim ist.

## Herkunft und Ausbreitung
Das Geschlecht gehört seiner Herkunft nach zum Adel der ehemaligen Grafschaft Berg und leitet seinen Namen vom Stammhause Meerscheid im ehemaligen Kreis Solingen her. Als Stammvater wird der Schöffe zu Mülheim an der Ruhr Henricus de Merenscede angesehen, der am 23. September 1325 urkundlich zuerst erscheint. Aus dessen Deszendenz wanderte 1530 Heinrich von Meerscheidt genannt Hillessem nach Kurland aus und begründete dort die heute einzig noch blühende Linie des Geschlechts. Das Geschlecht gehörte zur kurländischen Ritterschaft und wurde bei der Errichtung der Kurländer Ritterschaftsmatrikel 1620 am 17. Oktober 1620 mit Robert von Meerscheid genannt Hillessem auf Balgern und Petendorf bei der 1. Klasse der Ritterschaft immatrikuliert. Preußische Genehmigung zur Führung des Freiherrntitels durch AOK vom 10. Februar 1838. Durch Senatsukas vom 10. Juni 1863 erkannte die russische Regierung die Berechtigung zum Führen des Baronstitels an.

## Wappen
Das Stammwappen zeigt in Gold drei aufgerichtete, rechts dreimal, links viermal geastete (brennende) schwarze Baumstämme, überhöht von drei roten Sternen. Auf dem Helm mit schwarz-goldenen Decken ein wachsender schwarzer Steinbock mit einem mit den schwarzen Baumstämmen bezeichneten goldenen Halsband und einem roten Stern vor dem Maul.

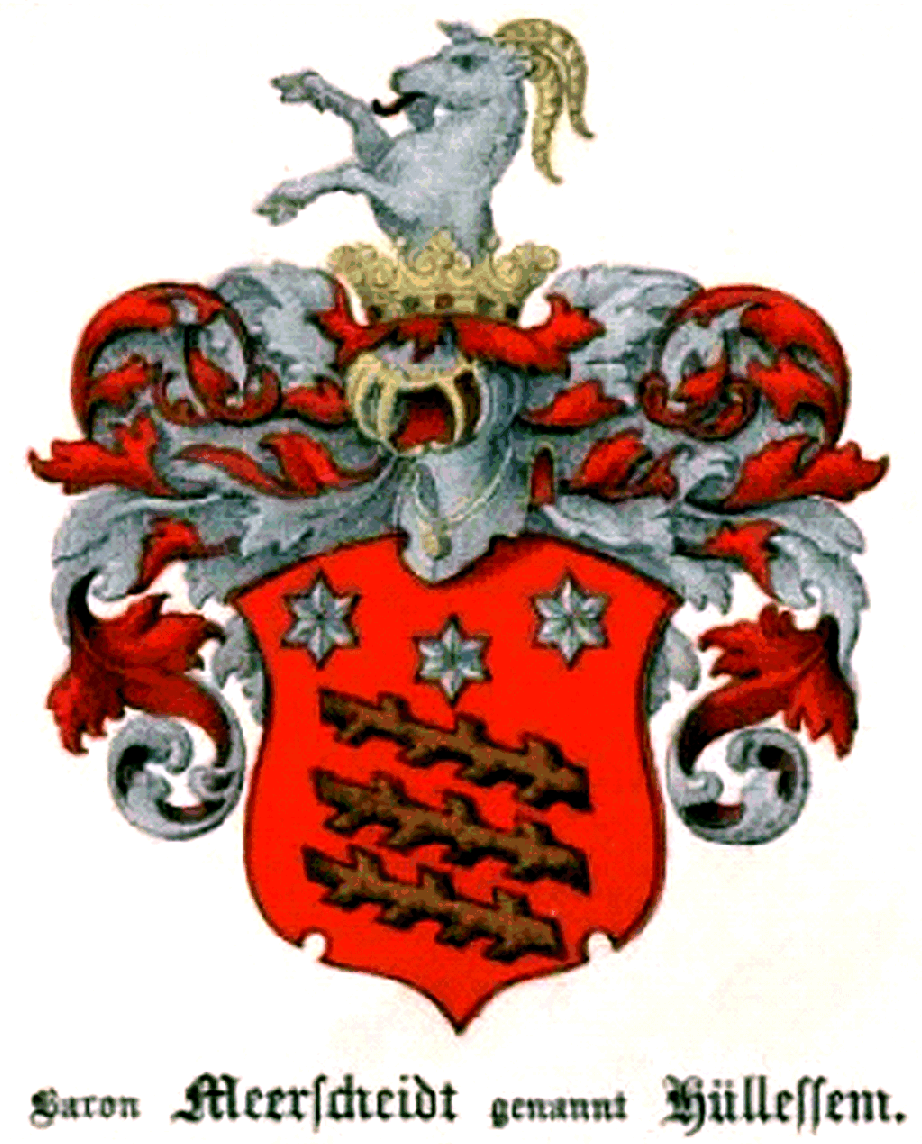
Wappenvariante des kurländischen Zweigs

Der kurländische Familienzweig führte eine Variante: Meist sind die Baumstämme schräg gestellt und im oberen Teil des Schildes finden sich abwechselnd drei Sterne oder nur einer. Das im kurländischen Rittersaal aufgestellte Wappen zeigt einen roten Schild mit drei mehrfach gekerbten schräg untereinander gestellten Ästen in Naturfarbe, darüber drei silberne Sterne und auf dem gekrönten Helm emporwachsend einen silbernen, goldgehörnten Steinbock.

## Bekannte Namensträger
- Otto Kasimir von Meerscheidt genannt Hüllessem (1721–1803), preußischer Generalmajor
- Oskar von Meerscheidt-Hüllessem (1825–1895), preußischer General der Infanterie
- Hermann von Meerscheidt-Hüllessem (1830–1899), preußischer Generalleutnant
- Otto Karl von Hüllessem-Meerscheidt (1831–1902), Mitglied des Reichstags, Landrat des Kreises Königsberg
- Carl von Meerscheidt-Hüllessem (1837–1917), Präsident des  evangelisch-lutherischen Konsistoriums[6]
- Leopold von Meerscheidt-Hüllessem (1849–1900), deutscher Kriminalbeamter
- Emil von Meerscheidt-Hüllessem (1840–1923), preußischer General der Infanterie
- Johann von Meerscheidt-Hüllessem (1861–1943), russischer Generalmajor